# Mande
Mande (czasem także: Mandingo) – grupa ludów Afryki Zachodniej, licząca obecnie ok. 40 mln osób. Mande zamieszkują głównie Sierra Leone, Wybrzeże Kości Słoniowej, Liberię, Gwineę, Burkina Faso, Ghanę, Mali, Mauretanię, Benin, Senegal i Nigerię. Dzielą się na dwie główne grupy: Mande-tan i Mande-fu oraz wiele plemion i grup etnicznych, m.in. Malinke, Soninke, Mende, Dan, Susu, Kpelle, Bissa, Gouro, Mano, Kono, Toma, Loma, Soma, Loko. U wielu plemion zachowały się tradycyjne afrykańskie wierzenia i zwyczaje.
Tradycyjnym zajęciem ludów Mande jest rolnictwo, a także w mniejszym zakresie chów zwierząt (zwłaszcza na sprzedaż i w celach prestiżowych), rybołówstwo, łowiectwo i handel. Struktura społeczna opiera się na rodach patrylinearnych.
W średniowieczu ludy Mande tworzyły silne ośrodki cywilizacyjne w dorzeczu środkowego i górnego Nigru – Imperium Ghany i Imperium Mali.
Ludy Mande posługują się językami mande.